# Brian Routh
Pour les articles homonymes, voir Routh.
Brian Routh (né le 9 mars 1948 à Gateshead, mort le 3 août 2018) est un artiste contemporain britannique, spécialisé dans la performance et l'art sonore. En compagnie de Martin von Haselberg, il forme The Kipper Kids dont les performances absurdes précèdent le mouvement punk.

## Biographie
Routh grandit dans une famille ouvrière, ses parents sont considérés comme des bavards et des conteurs rebelles. L'arrière-grand-père de Routh, James Diston, est un combattant à mains nues qui dirigeait également un cirque. Routh est élève de la Bifron's Secondary Modern School à Barking, obtenant son diplôme en 1963. Dans la jeunesse de Routh, il fait de la boxe, la poésie et du chant. Il apprend à jouer du piano, de l'harmonium, de l'orgue et plus tard de la batterie. Routh joue dans un groupe de rock en tant que batteur au début des années 1960 puis est chanteur-guitariste. En 1970, il étudie à l'East 15 Acting School où il rencontre son camarade Martin von Haselberg. Ils deviennent de bons amis et ensemble, ils créent The Kipper Kids. Ils se produisent dans de petits théâtres, des clubs et festivals aux Pays-Bas, en Allemagne, en Italie et en Autriche. Ils reçoivent une invitation à se produire aux Jeux olympiques d'été de 1972 à Munich, qui est annulée en raison de la prise d'otages.
Brian Routh est marié à l'artiste des nouveaux médias Nina Sobell de 1975 à 1981. Routh enseigne au San Francisco Art Institute où il rencontre Karen Finley. Ils se marient en 1981 et divorcent en 1987. En 2009, Routh est en concubinage avec l'artiste numérique Patricia Wells et ils se marient en 2012.
En 2003, Routh revient vivre en Grande-Bretagne. Sa dernière résidence est à Leicester.

## Œuvre
Brian Routh commence sa carrière en 1971 en tant qu'artiste de performance. Après avoir inventé le personnage de Harry Kipper avec Martin Von Haselberg lors d'un voyage sous acide à Francfort, ils développent les Kipper Kids. Routh se lance dans une carrière en solo principalement au milieu des années 1970. Von Haselberg et Routh se retrouvent en 1977 pour apparaître en tant que Kipper Kids dans un film de Richard Elfman Forbidden Zone, sorti en 1982. En 1980, Routh recommence à se produire en tant qu'artiste solo entre les apparitions de Kipper Kids. Il se produit au Lincoln Center de New York, ainsi que dans des festivals de théâtre en Allemagne, en Italie et à l'Art Cologne. En 1982, The Kipper Kids participent à une émission de variétés unique promue par HBO, intitulée The Mondo Beyondo Show, mettant en vedette et animée par Bette Midler. Routh est  impliqué dans l'écriture et joue dans trois projets pour HBO et Cinemax, et il joue dans plusieurs films aux côtés de Van Haselberg en tant que The Kipper Kids.

## Collaborations
Brian Routh a collaboré ou est apparu avec le Blue Man Group, Nina Sobell, Karen Finley (une tournée en 1981 en Italie et en Allemagne), Henry Rollins (en Arizona, 1987), Public Image Ltd, Genesis P-Orridge, Sex Pistols (à l'université de Reading, 1975), Johanna Went (au Theatre Carnival), Sequel Cafe LA USA, Eric Bogosian, Anne Bean, Bow Gamelan Ensemble, Lol Coxhill, Evan Parker, Derek Bailey, Ian Hinchliffe.